# ایردراپ (ارز دیجیتال)
ایردراپ (به انگلیسی: Airdrop) به معنی انتقال رایگان ارزهای دیجیتال بین کیف پول‌های مختلف در بلاک‌چین است. در این روش، صاحبان ارزهای دیجیتال می‌توانند به صورت رایگان ارزهای دیجیتال خود را به صاحبان دیگر کیف پول‌های دیجیتال منتقل کنند.
ایردراپ اغلب به عنوان یک استراتژی بازاریابی برای جذب کاربران جدید به پروژه‌های ارزهای دیجیتال استفاده می‌شود. برخی شرکت‌هایی که در حوزهٔ ارزهای دیجیتال فعالیت می‌کنند، به صورت دوره‌ای ایردراپ‌هایی برگزار می‌کنند تا به کاربرانی که به پروژهٔ خود علاقه‌مند هستند ارز دیجیتال اهدا کنند.
در بعضی از موارد، شرکت‌هایی که ایردراپ برگزار می‌کنند، در مقابل دریافت ارزهای دیجیتال، از کاربران درخواست‌هایی از قبیل ارسال توییت در مورد پروژه، عضویت در کانال تلگرام یا انجام وظایف دیگر در شبکهٔ اجتماعی خود دارند.

### مزایای ایردراپ
- به عضو های اولیه یا افرادی که روی  پروژه‌ وقت گذاشتند پاداش می‌دهد.
- به دلیل جنبه بازاریابی Airdrop، آگاهی از یک پروژه را افزایش می‌دهد و در هنگام باز شدن خرید و فروش آن را رازشمند تر میکند
- استفاده و پذیرش یک توکن تازه صادر شده را تشویق می‌کند.

### معایب ایردراپ
- به  دلیل اتصال کیف پول کاربران به سایت‌های دریافت Airdrop، ممکن است تهدیدات امنیتی ایجاد شود .
- ممکن است کاربر بر روی پروژه‌های اسکم وقت و هزینه بگذارد.
- اگر رمزارز مورد نظر در بازار نقدینگی نداشته باشد ممکن است بی‌ارزش شود.

### انواع ایردراپ
رایج‌ترین انواع ایردراپ‌های عرضه شده در بازار ارز دیجیتال به شرح زیر است:
- ایردراپ استاندارد یا Standard airdrop
- ایردراپ بونتی یا Bounty airdrop
- ایردراپ انحصاری یا Exclusive airdrop
- هلدر ایردراپ یا  Holder airdrop